# Storia de fratelli e de cortelli
Storia de fratelli e de cortelli è un film commedia del 1973 scritto e diretto da Mario Amendola.
È ispirato al monologo drammatico di Americo Giuliani, Er fattaccio.

## Trama
Nella Roma di inizio Novecento, Gigi e Nino Romagnoli sono due fratelli di Trastevere che dividono la stessa camera nel piccolo appartamento della madre vedova, di cui è innamorato da 27 anni, senza essere ricambiato, il Maresciallo Cenciarelli. Pur lavorando come fabbri in un'officina di Vicolo del Moro, i due fratelli cercano tutti gli espedienti possibili per guadagnare il denaro necessario ad acquistare una stanza attigua al loro appartamento dove possa abitare Nino dopo aver sposato la sua fidanzata Tecla. Anche Gigi è fidanzato, con Rosetta, ma più che al matrimonio è interessato a fare nuove conquiste femminili. Perde la testa per una di queste, una ballerina d'avanspettacolo di nome Mara, abituata al lusso che le viene offerto dai suoi nobili amanti.

Una scena del film

Nino vince 50 lire in una gara di abbuffata, mentre Gigi perde nettamente un incontro di boxe. Gigi dovrebbe partecipare anche ad una gara ciclistica, con in palio un premio di 500 lire, ma trascura l'impegno per sedurre Mara, costringendo il fratello a partecipare al suo posto. Quest'ultimo, aiutato dagli amici del quartiere, riesce a vincere la corsa.
Dopo essersi impossessato di tutti i risparmi accumulati fino ad allora dalla famiglia ed essere stato coinvolto in una rapina, Gigi si dà alla bella vita insieme con Mara, viaggiando nelle più belle città d'Italia. Sperperato tutto il denaro, torna a Roma, dove cerca di guadagnare soldi giocando d'azzardo a zecchinetta e salvandosi da una situazione pericolosa solo grazie all'aiuto del Maresciallo Cenciarelli.
Tornato a casa della madre tenta di sottrarle anche l'orologio appartenuto al defunto padre. Nino glielo impedisce con la forza, scaraventandolo nel corridoio. Gigi, preso dalla rabbia, cerca di accoltellarlo, uccidendo invece involontariamente la madre, intervenuta a far da scudo a Nino. Proprio quest'ultimo, per vendetta, accoltella e uccide Gigi (che non si difende perché anche lui sconvolto da ciò che ha fatto), finendo a Regina Coeli per quello che Il Messaggero chiamerà Il fattaccio di Trastevere.